# Naoki Hatta
Naoki Hatta (japanisch 八田 直樹 Hatta Naoki; * 24. Juni 1986 in der Präfektur Mie) ist ein japanischer Fußballspieler.

## Karriere
Hatta erlernte das Fußballspielen in der Jugendmannschaft von Júbilo Iwata. Hier unterschrieb er 2010 auch seinen ersten Profivertrag. Der Verein spielte in der höchsten japanischen Liga, der J1 League. 2010 gewann er mit dem Verein den J.League Cup. Am Ende der Saison 2013 stieg der Verein in die zweite Liga ab. 2015 wurde er mit dem Verein Vizemeister der zweiten Liga und stieg wieder in die erste Liga auf. Am Ende der Saison 2019 musste er mit dem Klub wieder den Weg in die Zweitklassigkeit antreten. Ende 2021 feierte er mit Júbilo die Meisterschaft der zweiten Liga und den Aufstieg in die erste Liga. Nach nur einer Saison in der ersten Liga musste er am Ende der Saison 2022 als Tabellenletzter wieder den Weg in die zweite Liga antreten. 2023 gelang ihm mit dem Verein als Vizemeister der zweiten Liga der direkte Wiederaufstieg in die erste Liga.

## Erfolge
Júbilo Iwata
- Japanischer Zweitligameister: 2021
- Japanischer Zweitligavizemeister: 2023
- Japanischer Ligapokalsieger: 2010